# 島津賞
島津賞（しまづしょう）は、財団法人島津科学技術振興財団が功労者表彰のために1981年に設立した賞である。島津製作所が拠出した基金で成り立っている。
科学計測とその周辺領域での基礎的研究で、近年著しい功績を上げた功労者を国内の各学会の推薦に基づいて表彰する。受賞者は例年一人か二人。

## 受賞者
- 1981年 - 桑原道義、田幸敏治
- 1982年 - 吉澤透、和田昭允
- 1983年 - 田中栄一、籏野昌弘
- 1984年 - 南茂夫
- 1985年 - 稲場文男
- 1986年 - 池上栄胤、山田康
- 1987年 - 石橋信彦
- 1988年 - 末田正、鳥塚莞爾
- 1989年 - 北森俊行、村地孝
- 1990年 - 千田貢、藤田晢也
- 1991年 - 池川信夫、江尻宏泰
- 1992年 - 山崎弘郎
- 1993年 - 朝倉利光
- 1994年 - 榊裕之、坂部知平
- 1995年 - 政池明
- 1996年 - 松本元、藪崎努
- 1997年 - 秋元肇
- 1998年 - 小川禎一郎
- 1999年 - 櫛田孝司
- 2000年 - 澤田嗣郎
- 2001年 - 深尾昌一郎
- 2002年 - 河田聡
- 2003年 - 三浦登
- 2004年 - 長野哲雄
- 2005年 - 藤吉好則
- 2006年 - 菅滋正
- 2007年 - 中澤高清
- 2008年 - 山中伸弥
- 2009年 - 小林孝嘉
- 2010年 - 森川弘道
- 2011年 - 石川正俊
- 2012年 - 佐野有司
- 2013年 - 安藤敏夫
- 2014年 - 重川秀実
- 2015年 - 宮脇敦史
- 2016年 - Piero Carninci
- 2017年 - 半田宏
- 2018年 - 金光義彦
- 2019年 - 腰原伸也
- 2020年 - 神取秀樹
- 2021年 - 田原太平
- 2022年 - 齊藤和季
- 2023年 - 岩田想
- 2024年 - 永井健治